# Burkhard Heim

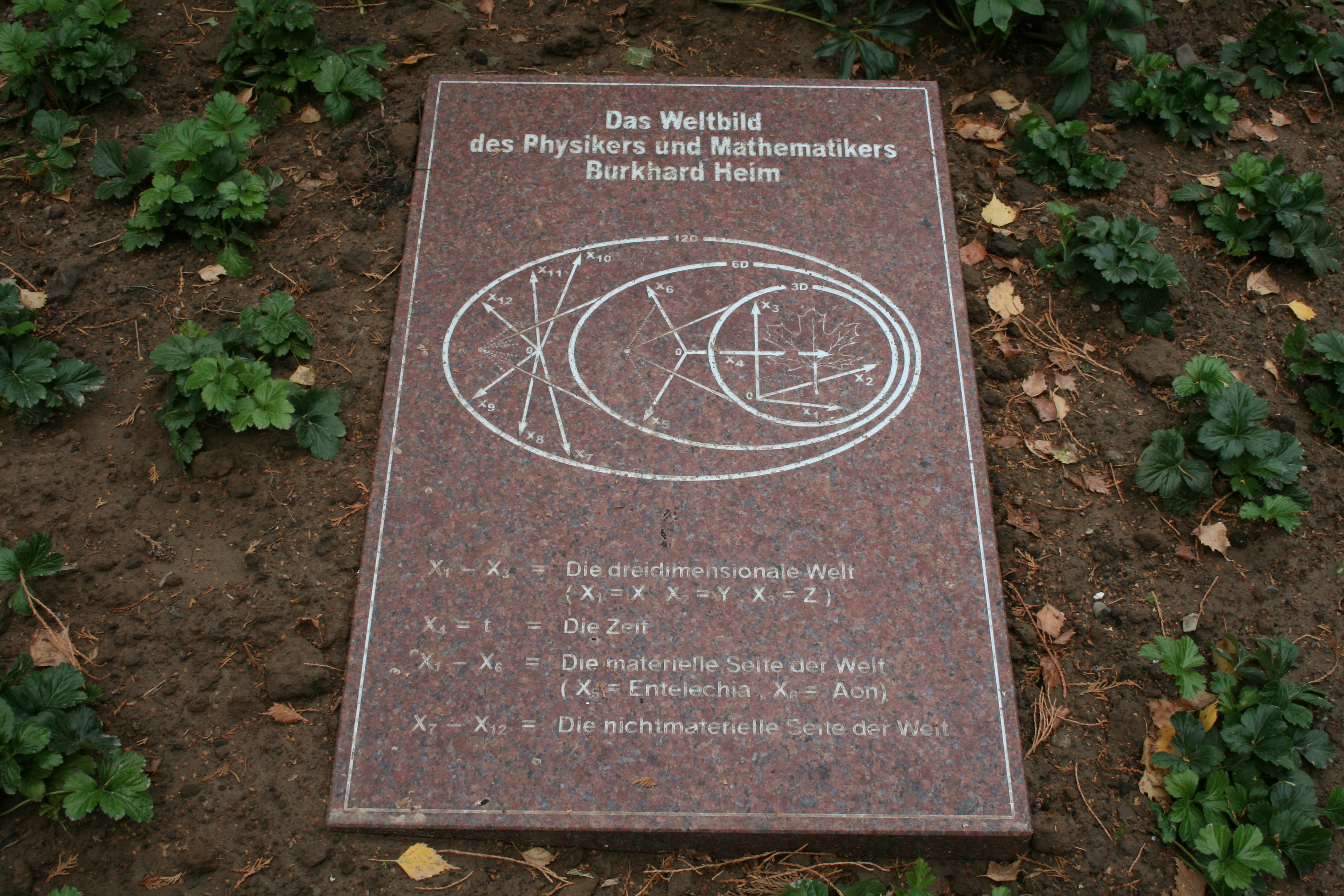
Placa sobre la tumba de Burkhard Heim en el cementerio de Northeim

Burkhard Heim (1925 — 2001) fue un físico alemán. Desarrolló una teoría del todo, esforzándose en alcanzar el objetivo de Albert Einstein. Algunos físicos seguidores de su teoría creen que podría haber tenido éxito. Sin embargo la mayor parte de los científicos consideran irrelevante el trabajo de Heim, no habiendo sido este publicado por las revistas científicas del área o los editores de libros científicos convencionales. En la actualidad unos pocos investigadores continúan desarrollando la teoría de Heim con la esperanza de que obtendrá el reconocimiento póstumo de haber alcanzado la Teoría del Todo, usando una forma de gravedad cuántica. Estos grupos aseguran que la teoría es desconocida por los físicos más importantes principalmente porque su largo y denso trabajo utiliza cálculo de selectores y, en menor medida, porque Heim era un solitario excéntrico. 

## Principios
Heim tuvo que luchar contra una grave discapacidad. Una explosión hizo que perdiera las manos y casi toda la vista y el oído cuando solo tenía 19 años. Heim era conocido por algunos grandes físicos en los años 40 y 50, como Werner Heisenberg, que reconoció el potencial del joven. Sin embargo, pronto se retiró a un aislamiento casi absoluto, concentrando sus esfuerzos en perfeccionar su teoría del todo. 
En los años 70, cuando por fin se sintió preparado para publicar, en su aislamiento de la vida universitaria, no envió su teoría para que fuera revisada por otros científicos, que es el procedimiento estándar al presentar una teoría. En vez de eso, acudió a un pequeño editor, lo que ocasionó errores en la publicación de su teoría, que solo ahora se están corrigiendo. Además, su notación especial hacía que su teoría fuese muy difícil de publicar en las revistas técnicas, y su trabajo completo ocupa unas 2000 páginas. Todo esto hace que su trabajo sea difícil de tratar por la comunidad científica.

## Apoyo a su teoría
En 1982 un grupo de investigadores programó su fórmula de la masa de las partículas subatómicas en un ordenador del DESY, en Hamburgo, el mayor centro de investigación en física experimental de partículas de Alemania. Los cálculos proporcionaron la masa en reposo de varias partículas elementales con varios decimales de precisión, algo que ninguna otra teoría ha sido capaz de conseguir. Los científicos del DESY, impresionados por los resultados, querían más confirmación por parte de los investigadores teóricos, que tenían dificultades con el trabajo de Heim.
En los años posteriores Heim siguió refinando su teoría hasta que pudo calcular el tiempo de vida, y por lo tanto la estabilidad, de los estados excitados de las partículas, lo cual es de mayor interés para los físicos que trabajan con aceleradores de partículas. 

## Resultados póstumos
Desde la muerte de Heim en el año 2001, el pequeño grupo de científicos a su alrededor afirma haber terminado el trabajo de predecir la masa y el tiempo de vida de las partículas. Según este grupo los resultados basados en la teoría de Heim concuerdan con los experimentos en 7 decimales. Dado que el modelo estándar de la física de partículas y la teoría de supercuerdas (ver "El universo elegante" de Brian Greene) no pueden predecir la masa de las partículas, este grupo afirma que la teoría de Heim puede ser la clave de una teoría del todo. Sin embargo, estas teorías y afirmaciones no se encuentran publicadas en las revistas científicas internacionales del área por lo que no pueden ser consideradas aceptadas o ratificadas por la corriente principal científica.
Los investigadores del IGW ("Instituto para el estudio de la Fronteras de la Ciencia") han presentado una serie de artículos sobre las aplicaciones aeroespaciales potenciales de la teoría de Heim en congresos del American Institute of Aeronautics and Astronautics (AIAA): 
- Publicaciones sobre aplicaciones espaciales
- http://www.hpcc-space.de/publications/documents/aiaa2004-3700-letter.pdf
- http://www.hpcc-space.de/publications/documents/aiaa2003-4990-Talk_Huntsville.pdf
- http://www.hpcc-space.de/publications/documents/PrinciplesOfAdvancedSpacePropulsionAIAA-paper-2002-4094.pdf

## Críticas
Por el momento, la teoría es desconocida por la gran mayoría de científicos. Sus partidarios han propuesto la publicación de libros para el público general, antes de que la base matemática sea ampliamente conocida por la comunidad científica y ésta refrendada. Prácticamente todo el trabajo de Heim está escrito en alemán, aunque están apareciendo documentos en inglés principalmente a través de Internet. Debido a la barrera del idioma, la notación especial de Heim, y el volumen de más de 2000 páginas, una teoría tan opaca podría contener varios errores graves, sobre todo si consideramos el pequeño grupo de científicos que piensan que es correcta. La eliminación de esos errores y la traducción a una notación más normal, son las principales tareas del grupo que está trabajando en la teoría de Heim.
Por otro lado, a Heim se le crítica el haber escogido la editorial Resch Verlag de Austria para publicar su teoría en lugar de una editorial especializada en textos científicos. La editorial de Ingo Resch suele ser asociada con publicaciones de tipo New Age.
Un grupo de investigadores del Instituto para el estudio de las fronteras científicas (IGW), encabezados por W. Droescher y J. Haeuser, trabajan de acuerdo con las teorías de Heim y han publicado trabajos en conferencias de ingeniería del Instituto Estadounidense de Aeronáutica y Astronáutica (AIAA) entre 2000 y 2004. Sin embargo, la inexistencia (hasta 2005) de publicaciones en revistas arbitradas del área de física es una de las mayores razones del escepticismo con respecto a los trabajos de Heim y de sus seguidores.
Heim, al igual que Newton, investigaba en temas místicos. Es más, en algunas de sus últimas publicaciones no técnicas (no en sus trabajos sobre teoría cuántica de campos), añadió la noción de espíritu.